# ТАСС
ТАСС (рус. Телеграфное агентство Советского Союза; од 1992. до 2014. носила је име ИТАР-ТАСС) је руска новинска агенција основана 1904. године са сједиштем у Москви.

## Историја
ТАСС је скраћеница за Телеграфску агенцију Совјетског Савеза (рус. Телеграфное агентство Советского Союза) која је била новинска агенција Совјетског Савеза од 1925. до 1991. као насљедница РОСТА-е.